# Styloptygma lacteola
Styloptygma lacteola is een slakkensoort uit de familie van de Pyramidellidae. De wetenschappelijke naam van de soort is voor het eerst geldig gepubliceerd in 1903 door Preston.